# Là où les lumières se perdent
Là où les lumières se perdent (Where All Light Tends to go) est un roman de David Joy, paru le 3 mars 2015 aux éditions  G.P. Putnam's Sons, puis traduit en français par Fabrice Pointeau et paru aux éditions Sonatine le 7 juillet 2016. Le livre a été réédité en version poche aux éditions 10-18, le 7 septembre 2017. 
Le roman appartient à la catégorie de genre country noir, qui est un sous-genre du roman noir, même si l’auteur lui a décerné le genre Appalachian Noir, un genre qui s'inspire de la région des Appalaches, de ses habitants ou de leur culture.

## Résumé
L’histoire se déroule dans une région perdue des Appalaches, portant le nom de Cashiers, qui se trouve être une zone territoriale délimitée située dans le comté de Jackson dans l'État de Caroline du Nord.

Le lecteur se retrouve dans la vie chaotique de Jacob McNeely, un jeune homme de 18 ans tiraillé entre ce qu’il se sent obligé de faire et ce qu’il voudrait faire. Son père, Charlie McNeely, dirige un réseau prospère de méthamphétamine. Ce business résonne comme une condamnation pour Jacob, qui se rêve ailleurs, très loin de son père narcissique et de sa mère accro à la drogue. Sa seule lumière se trouve être Maggie Jennings, son premier amour, une fille qui selon lui est destinée à une meilleure vie. 
« Elle m'aimait trop pour me laisser partir et je l'aimais trop pour l'entraîner vers le bas […]. »
 La tentative de meurtre désastreuse, de Robbie Douglas, un mouchard pas très coopératif et l’intervention des frères Cabe, deviendra le catalyseur de l'effondrement de la vie du protagoniste.
S’ajoute à l’histoire, une alliance défectueuse avec un flic, qui cherche à se venger du meurtre de son frère par le père de Jacob.

Là où les lumières se perdent confessera le combat incessant de Jacob McNeely.
« Certains sont destinés à de grandes choses, à des endroits lointains, et ainsi de suite. Mais d'autres sont englués dans un lieu et vivront le peu de vie qu'on leur accordera jusqu'à n'être qu'un cadavre de plus enterré sous le sol inégal. »
 Pour Jacob, la question est de savoir s’il décidera d’aller vers la lumière, ou de rester plongé dans l’obscurité de cet univers qu’il a toujours cherché à fuir.

## Thèmes
- Le passage à l'âge adulte et le sentiment de désespoir[4]

Cette période fondamentale qui construit chaque personne apparaît comme extrêmement tumultueuse pour notre protagoniste, qui ne cesse de regarder au loin ce qu’il aurait pu être. Et même si Jacob McNeely a quitté le lycée à 16 ans et est allé travailler pour son père en vendant de la méthamphétamine, il n’a pas pu s'empêcher d’aller espionner la remise de diplômes de son ancien lycée.  Un moment qui signe le passage à l'âge adulte de ses anciens camarades et qui rappelle le sentiment de désespoir figé à tout jamais dans le cœur de l’ancien lycéen.
« De plus, le château d'eau était le meilleur endroit pour voir les toques jetées en l'air quand les élèves de dernière année arborant des toges noires et des sourires émus quittaient une dernière fois le lycée Walter Middleton. […] Ces choses dont on croyait qu'elles dureraient éternellement ne duraient jamais. »
- Le destin et le fatalisme[5]

Jacob se bat à chaque page du roman contre cette fatalité qui lui colle à la peau. Même s’il se pose des questions visant une meilleure vie, chacune de ses actions rappellent son origine, son lien de parenté et son environnement. 
« J'étais un McNeely et, dans cette partie des Appalaches, ça voulait dire quelque chose. Enfreindre la loi était aussi génétique que la couleur des cheveux et la taille. […] Un nom comme Jacob McNeely faisait hausser les sourcils et soulevait des questions. Dans une si petite ville, tous les yeux étaient inquisiteurs. »
- Le conflit entre la lumière et l'obscurité[6]

Deux réalités, deux possibilités qui se bousculent, un choix un faire. Jacob McNeely se trouve entre deux chemins totalement opposés et qui feront de lui tout ce qu’il devra être.
La lumière joue un rôle très important dans ce livre dans lequel nous trouverons des références tout au long de l'histoire et dans le titre.

Une métaphore qui colle parfaitement à ce à quoi Jacob est confronté. Un jeune adulte de dix-huit ans, né dans des conditions très difficiles et qui espère s’en échapper.
     « […] Pour ceux qui vont plus loin dans l'obscurité, la lumière devient une chose sur laquelle on ne peut que regarder en arrière. 

Regarder en arrière vous ralentit. Regarder en arrière détruit la concentration. Regarder en arrière peut vous faire tuer. »
 Ce conflit entre la lumière et l'obscurité est en fin de compte une question d'espoir.
- L'addiction[5]

La dépendance est omniprésente dans le roman, image de répétitions. 
« J'ai toujours espéré qu'elle devienne une vraie mère. Mais avec le temps, j'ai réalisé que personne ne peut donner ce qu'il n'a pas. Elle était ce qu'elle était, une toxicomane, et il n'y avait rien à dire ou à faire pour la changer. La mort était son seul sauveur. »
 L’addiction a été utilisée par David Joy en tant que moyen d'humanisation. Il y a des passages dans le roman qui expliquent ce que la mère de Jacob aurait pu être si elle n'avait pas été dépendante à la drogue. Mais c’est tout à l'opposé de la réalité. 
- La tradition et les liens familiaux[9]

Jacob veut échapper à sa famille et tout ce qui l’entoure. Mais le père de Jacob, Charlie McNeely n'est pas prêt à le laisser rompre les liens familiaux, surtout après l'élimination bâclée de Robbie Douglas, qui réapparaît avec beaucoup de problèmes.

C'est un paradoxe fondamental du livre : il n'est pas facile d'abandonner complètement sa famille, quelles que soient les terribles circonstances qui gravitent autour de celle-ci. 
« Mon père en disait juste assez pour s’assurer que ce qui devait être fait serait fait. »

## Inspiration
L’histoire est basée sur une scène que l’auteur, David Joy, a observé un jour chez un ami éleveur de porcs.

## L’écriture du roman
Le roman a commencé avec cette image, d'un jeune garçon se tenant au-dessus d'un cochon qu'il avait tué. David Joy a essayé d'écrire cette histoire puis à un moment donné, a brûlé la moitié du roman et a recommencé encore et encore. Après avoir vécu environ un an avec cette image, il a rêvé de Jacob qui lui parlait très clairement de sa vie. À ce moment-là, il s'agissait simplement d'essayer de suivre le rythme, et il a fini par écrire la première ébauche de Là où les lumières se perdent (Where All Light Tends To Go) en quelques mois.
David Joy a tendance à vivre avec des images et des histoires pendant longtemps avant de les mettre en page. Mais une fois qu’il commence à écrire, les choses ont tendance à se dérouler assez rapidement.  

## Réception critique
« [Un] remarquable premier roman… Ce n'est pas un roman de passage à l'âge adulte ordinaire, mais avec ses aperçus saisissants sur ces hommes et la région qui les a élevés, Joy en fait une expérience extraordinairement intime. »

— Marilyn Stasio, The New York Times Book Review
Le public a beaucoup apprécié le roman. Là où les lumières se perdent  a été sélectionné comme l'un des meilleurs livres de 2015 par Indigo. 
En 2016, l’auteur a été le finaliste du prix Edgar (Edgar Allan Poe Awards) pour le meilleur premier roman (Best First Novel by an American Author).

## Divers
Certaines personnes, lecteurs et critiques, ont comparé le roman Là où les lumières se perdent (Where All Light Tends to Go) à la série télévisée Breaking Bad ainsi qu'au film Winter's Bone. L'auteur appuie le fait qu'il y a certainement des liens avec Daniel Woodrell et son roman, Winter's Bone, étant donné que juste avant d'écrire son livre, il avait lu quelques-uns de ses romans (Tomato Red (en) et The Death of Sweet Mister ). 
Quand il a écrit Là où les lumières se perdent (Where All Light Tends to Go), il n’avait pas encore regardé Breaking Bad. Mais après avoir entendu les comparaisons, il a regardé la série, qu’il a qualifiée de brillante. 
Aussi, point essentiel dans la vie de l'auteur : Le roman lui a donné l'opportunité de rencontrer des écrivains qu’il admire depuis très longtemps, comme Daniel Woodrell et Tom Franklin, Donald Ray Pollock et Frank Bill. Ce qui l'a le plus ému est le fait de finalement faire partie de cette lignée. 